# 居西干
居西干（거서간），亦作居瑟邯（거슬한），是一個古朝鮮時的封號，源於辰韓方言的「貴人」/「富貴的人」。這個封號通行於辰韓及馬韓，亦流傳至新羅。新羅初期君主朴赫居世居西干是唯一有此稱號的新羅君主。

## 參看
- 次次雄（차차웅）
- 尼師今（이사금）
- 麻立干（마립간）